# Landelijke fietsroute 39
De Flandriensroute of LF39 is een voormalige LF-route in Nederland, België en Frankrijk tussen Breskens en Waten, een route van ongeveer 203 kilometer. Het fietspad was een verbinding tussen de Scheldemonding bij Breskens (waar de route aansloot op de LF1 en de LF30) en de LF1 bij Waten. De Flandriensroute was een variant van de LF1 (Noordzeeroute) die het binnenland van België en Frankrijk aandeed alvorens zich bij Waten weer bij de LF1 te voegen. 
Na de Belgische grens doorkruist de route het Meetjesland en het Houtland. De route kruist de Vlaanderenroute LF5 bij Bellem en LF6 bij Ieper. Daar gaat de route door de Westhoek. Ook kruist de route de LF52 (Guldensporenroute) en LF53 (Arteveldroute) in Tielt. Na Kemmel volgt de Lettenberg (alternatief over de Kemmelberg), Baneberg, Vidaigneberg-Oost en Zwarteberg. In Frankrijk is er nog een alternatief over de Mont des Cats en de route loopt daarnaast over de Mont des Cassel. In Waten volgt de aansluiting op de LF1 en de afdaling van de Mont Watten.